# Дунчан
Дунча́н (кит. упр. 东昌, пиньинь Dōngchāng) — район городского подчинения городского округа Тунхуа провинции Гирин (КНР). Здесь расположены органы власти городского округа Тунхуа.

## История
Район Дунчан был образован постановлением Госсовета КНР от 8 сентября 1986 года.

## Административное деление
Район Дунчан делится на 7 уличных комитетов, 1 посёлок и 2 волости.

## Соседние административные единицы
Район Дунчан на севере граничит с районом Эрдаоцзян, на юге — с городским уездом Цзиань, на востоке и западе — с уездом Тунхуа.